# Основні поняття теорії програмних інваріантів
Інваріанти (від латів.(латинський) invarians, родовий відмінок invariantis — що не змінюється) — числа, вирази алгебри тощо, пов'язані з яким-небудь математичним об'єктом і такі, що залишаються незмінними при певних перетвореннях цього об'єкту або системи відліку, в якій описується об'єкт.
Щоб охарактеризувати яку-небудь геометричну фігуру і її положення за допомогою чисел, зазвичай доводиться вводити деяку допоміжну систему відліку або систему координат. Отримані в такій системі числа x1,x2,…,xn характеризують не лише геометричну фігуру, що вивчається, але і її відношення до системи відліку, і при зміні цієї системи фігурі відповідатимуть інші числа x ¢ 1, х ¢1,…, х ¢n. Тому якщо значення якого-небудь вираження f (x1, x2 …, xn) характерний для фігури самої по собі, то воно не повинне залежати від системи відліку, тобто повинне виконуватися співвідношення:
f (x1,x,…,xn) = f (x¢1,x¢2,…, x¢n) (1)
Усі вирази, що задовольняють співвідношенню (1), називаються інваріантами. Наприклад, положення відрізання M1 M2 на плоскості визначається в прямокутній системі координат двома парами чисел x1,b1 і x2,b2 — координатами його кінців M1 і M2.При перетворенні координатної системи (шляхом зсуву її початку і повороту осей) точки M1 і M2 отримують інші координати x¢1, b¢1 і x¢2, b¢2, проте (x1-x2)2 + (b1-b2)2 = (x1-x¢2)2 + (b¢1- b¢2)2. Тому вираження (x1-x2)2 + (b1-b2)2 є І. перетворення прямокутних координат. Геометричний сенс цього І. ясний: це квадрат довжини відрізання M1M2.
Крива 2-го порядку в прямокутній системі координат задається рівнянням 2-ї міри:
ах2 + 2bxy + су2 + 2dx + 2ey + f = 0, (2)
Коефіцієнти якого можна розглядати як числа, що визначають криву. При перетворенні прямокутних координат ці коефіцієнти змінюються, але вираження зберігає своє значення і, отже, служить І. кривій (2). При розгляді кривих і поверхонь вищих порядків виникає аналогічне загальніше завдання.

## Поняття I
Поняття І. уживалося ще німецьким математиком О. Гессе (1844), але систематичний розвиток теорія І. отримала в англійського математика Дж. Сильвестра (1851—1852), що запропонував і термін «І.».

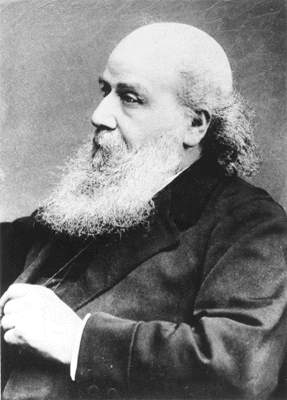
англ. математик Джеймс Джозеф Сильвестр,
James Joseph Sylvester

Протягом 2-ї половини XIX ст. теорія І. була однією з математичних теорій, що найбільш розроблялися. У процесі розвитку цієї класичної теорії І.головні зусилля дослідників стали поступово зосереджуватися довкола вирішення декількох «основних» проблем, найбільш відома з яких формулювалася таким чином.
Розглядаються І. системи форм, що є цілими раціональними функціями від коефіцієнтів цих форм. Потрібно довести, що для I. кожної кінцевої системи форм існує кінцевий базис, тобто кінцева система цілих раціональних І., через яких кожен інший цілий раціональний І. виражається у вигляді цілої раціональної функції. Це доказ для проєктних І. було дано в кінці XIX ст. німецьким математиком Д. Гільбертом.

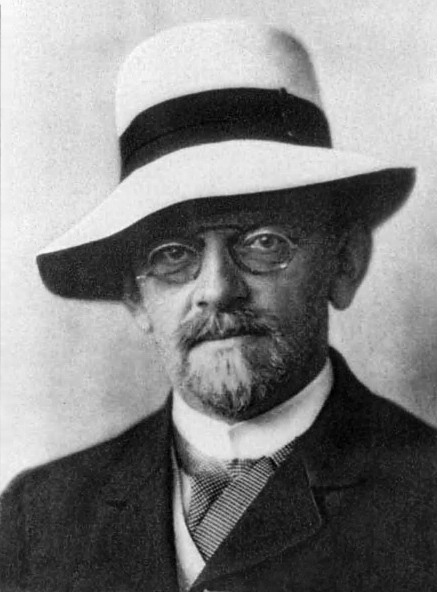
нім. математик Давид Гільберт, David Hilbert

Вельми плідний підхід до поняття І. виходить, якщо системи чисел
x1, x2,…, xn і x ¢ 11,
х ¢2,…, х ¢n
розглядати не як координати однієї й тієї ж точки відносно різних координатних систем, а як координати різних крапок в одній і тій же системі координат, отриманих одна з іншої рухом. Рухи простору утворюють групу. І. відносно змін систем координат є також І. відносно групи рухів. Група, одне з основних понять сучасної математики.
Теорія Р. вивчає в найзагальнішій формі властивості дій, що найчастіше зустрічаються в математиці і її застосуваннях (приклади таких дій — множення чисел, складання векторів, послідовне виконання перетворень і т. ін.).
Спільність теорії Р., а водночас і широта її застосувань забезпечуються тим, що вона вивчає властивості дій в їх чистому вигляді, відволікаючись як від природи елементів, над якими виконується дія, так і від природи самої дії. Водночас теорія Р. вивчає не зовсім довільні дії, а лише ті, які володіють рядом основних властивостей, що перераховуються у визначенні Р. Звідси шляхом безпосереднього узагальнення виходить поняття І. будь-якої групи перетворень. Теорія таких І. виявляється вельми тісно пов'язаною з теорією груп і особливо з теорією представлень груп.

## Поняття І. групи
Поняття І. групи перетворень лежить в основі відомої систематизації геометричних дисциплін по групах перетворень, І. яких вивчаються в цих дисциплінах.
Наприклад, І. групи ортогональних перетворень вивчаються у звичайній евклідової геометрії, І. афінних перетворень — в афінной, І. проєктних — в проєктній. Вельми загальну групу перетворень складають всі взаємно однозначні й безперервні перетворення. Вивчення І. цих так званих топологічних перетворень складає предмет топології. У диференціальній геометрії основне значення мають диференціальні І., розвиток теорії яких привів до створення тензорного числення.

## Тензорне числення
Тензорне числення, математична теорія, що вивчає величини особливого роду, — тензори, їх властивості й правила дій над ними. Т. і. є розвитком і узагальненням векторного числення і теорії матриць. Т. і. широко застосовується в диференціальній геометрії, теорії ріманових просторів, теорії відносності, механіці, електродинаміці й інших галузях науки.
Векторне числення, математична дисципліна, в якій вивчають властивості операцій над векторами евклідова простори. При цьому поняття вектора є математичною абстракцією величин, що характеризуються не лише чисельним значенням, але і спрямованістю (наприклад, сила, прискорення, швидкість).

## Інваріантність
У XX ст. глибокий вплив на розвиток теорії І., зокрема на розвиток тензорного числення, надала теорія відносності, в якій інваріантність фізичних законів відносно групи рухів стає одним з керівних принципів. Інваріантність, незмінність, незалежність від фізичних умов. Частіше розглядається І. у математичному сенсі — незмінність якої-небудь величини відносно деяких перетворень (див. Інваріанти). Наприклад, якщо розглядати рух матеріальної крапки у двох системах координат, повернених одна відносно іншої на деякий кут, то проєкції швидкості руху будуть змінюватися при переході від однієї системи відліку до іншої, але квадрат швидкості, а отже, і кінетична енергія залишаться незмінними, тобто кінетична енергія інваріантна відносно просторових обертань системи відліку. Важливим випадком перетворень є перетворення координат і часу при переході від однієї інерціальної системи відліку до іншої (Лоренца перетворення). Величини, що не змінюються при таких перетвореннях, називаються лоренц-інваріантними.

## Приклад інваріанта
Приклад такого інваріанта — так званий чотиривимірний інтервал, квадрат якого рівний s212 = (x1— x2)2+ (b1— b2)2+ (z1— z2)2— 32(t1— t2)2, де x1, b1, z2 і x2, b2, z2 — координати двох крапок простори, в яких відбуваються деякі події, а t1 і t2 — моменти часу, в які ці події здійснюються, з — швидкість світла.

## Інший приклад
Інший приклад: напруженості електричного Е і магнітного Н полів змінюються при перетвореннях Лоренца, але E2— H2 і (EH) є лоренц-інваріантними. В загальній теорії відносності (теорії тяжіння) розглядаються величини, інваріантні відносно перетворень до довільних криволінійних координат, і так далі. Важливість поняття І. обумовлена тим, що з його допомогою можна виді величини, не залежні від вибору системи відліку, тобто характеризуючі внутрішні властивості досліджуваного об'єкта. І. тісно пов'язана з тими, що мають велике значення збереження законами. Рівноправність всіх точок простору (однорідність простору), що математично виражається у вигляді вимоги І. деякій функції, що визначає рівняння руху (так звана лагранжіана) відносно перетворень перенесення початку координат, приводить до закону збереження імпульсу; рівноправність усіх напрямів у просторі (ізотропність простору) — до закону збереження моменту кількості руху; рівноправ'я всіх моментів часу — до закону збереження енергії й так далі (Нетер теорема).